# 마이드로스의 연합
태양의 1시대 468년 마이드로스에 의해 결성된 요정, 인간, 난쟁이 연합이다.
모르고스에게서 실마릴을 빼앗은 베렌과 루시엔의 일화가 가운데땅에 전해지면서 다시금 모르고스를 상대로 전쟁을 준비할 동기가 생겨났고 실마릴 본래 주인 페아노르의 장남 마이드로스가 주도했다.
당시 놀도르 대왕 핑곤을 비롯한 핑골핀 가문의 군주들은 모두 참전했고 마이드로스를 포함한 페아노르 가문의 군주들도 참전했다. 다만, 피나르핀 가문의 군주들은 켈레고름과 쿠루핀의 만행 때문에 전쟁에
가담하지 않았다고 한다. 신다르 대왕 싱골도 적극적으로 참여하지 않았으나, 싱골의 장군 마블룽과 벨레그는 핑곤의 지휘 아래 싸운다는 명분으로 소수의 군대로 지원했다.
이후 마이드로스의 연합은 니르나에스 아르노에디아드에서 모르고스의 계략과 동부인의 배신으로 궤멸되어 핑곤이 전사하고 수많은 전사들이 목숨을 잃으면서 패배하게 된다.
태양의 1시대 이후 먼 훗날 결성된 사우론의 세력에 대항하기 위한 요정과 인간의 최후의 동맹 규모보다 마이드로스의 연합이 규모에서 더 거대했다고 전해진다.